# Hout moet

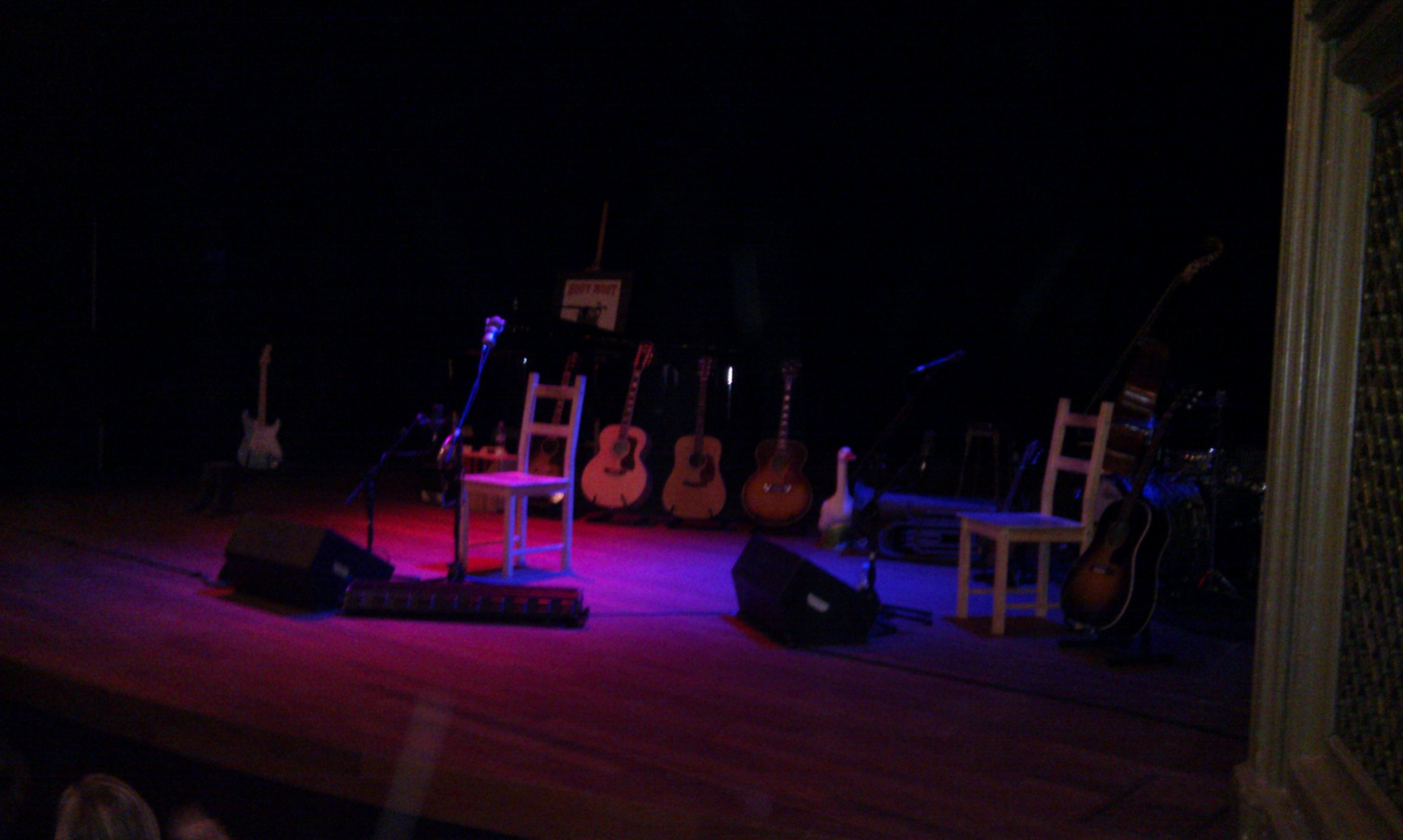
Podiumopstelling van 'Hout moet'.

Hout moet is een album van Daniël Lohues met bijbehorende theatertour. Het is de opvolger van het vierluik Allennig waarop hij alleen de liedjes speelt. Op het album en tijdens de theatervoorstelling speelt hij weer samen met twee andere muzikanten: Bernard Gepken (gitaar, mandoline, drums, achtergrondzang) en Guus Strijbosch (contrabas).
Op het album zingt Lohues in het Drents, een dialect dat behoort tot het Nedersaksisch. De gelijknamige theatertour van 65 shows duurde van 2 februari t/m 23 juni 2011 en werd afgesloten met een ingelast derde optreden in de Stadsschouwburg in Groningen.
Op 2 oktober 2011 werd het album onderscheiden met een Edison in de categorie Theater/Kleinkunst.

## Tracklist
1. Van leege naor hooge
2. Herinnerings
3. Holt veur op 't vuur
4. Bij de hemel in de rij
5. Aordig doen tegen mensen die niet aordig doen
6. Prachtig mooie dag
7. Tesknie za domem (Pools voor Ik verlang naar huis)
8. Wie wet der toevallig waor 't sleuteltie lig?
9. Gieniene mag slecht praoten over ons (behalve wij)
10. Komp der an
11. Zo weijt alles ooit veurbij
12. As iederien nou zo was zoas wij mussen wezen

## Hitnotering

### NederlandseAlbum Top 100
| Hitnotering (Week 1 t/m 20): 19-02-2011 t/m 02-07-2011 Hitnotering (Week 21 t/m 23) 16-07-2011 t/m 30-07-2011 Hitnotering (Week 24) 20-08-2011 Hitnotering (Week 25) 03-09-2011 | Hitnotering (Week 1 t/m 20): 19-02-2011 t/m 02-07-2011 Hitnotering (Week 21 t/m 23) 16-07-2011 t/m 30-07-2011 Hitnotering (Week 24) 20-08-2011 Hitnotering (Week 25) 03-09-2011 | Hitnotering (Week 1 t/m 20): 19-02-2011 t/m 02-07-2011 Hitnotering (Week 21 t/m 23) 16-07-2011 t/m 30-07-2011 Hitnotering (Week 24) 20-08-2011 Hitnotering (Week 25) 03-09-2011 | Hitnotering (Week 1 t/m 20): 19-02-2011 t/m 02-07-2011 Hitnotering (Week 21 t/m 23) 16-07-2011 t/m 30-07-2011 Hitnotering (Week 24) 20-08-2011 Hitnotering (Week 25) 03-09-2011 | Hitnotering (Week 1 t/m 20): 19-02-2011 t/m 02-07-2011 Hitnotering (Week 21 t/m 23) 16-07-2011 t/m 30-07-2011 Hitnotering (Week 24) 20-08-2011 Hitnotering (Week 25) 03-09-2011 | Hitnotering (Week 1 t/m 20): 19-02-2011 t/m 02-07-2011 Hitnotering (Week 21 t/m 23) 16-07-2011 t/m 30-07-2011 Hitnotering (Week 24) 20-08-2011 Hitnotering (Week 25) 03-09-2011 | Hitnotering (Week 1 t/m 20): 19-02-2011 t/m 02-07-2011 Hitnotering (Week 21 t/m 23) 16-07-2011 t/m 30-07-2011 Hitnotering (Week 24) 20-08-2011 Hitnotering (Week 25) 03-09-2011 | Hitnotering (Week 1 t/m 20): 19-02-2011 t/m 02-07-2011 Hitnotering (Week 21 t/m 23) 16-07-2011 t/m 30-07-2011 Hitnotering (Week 24) 20-08-2011 Hitnotering (Week 25) 03-09-2011 | Hitnotering (Week 1 t/m 20): 19-02-2011 t/m 02-07-2011 Hitnotering (Week 21 t/m 23) 16-07-2011 t/m 30-07-2011 Hitnotering (Week 24) 20-08-2011 Hitnotering (Week 25) 03-09-2011 | Hitnotering (Week 1 t/m 20): 19-02-2011 t/m 02-07-2011 Hitnotering (Week 21 t/m 23) 16-07-2011 t/m 30-07-2011 Hitnotering (Week 24) 20-08-2011 Hitnotering (Week 25) 03-09-2011 | Hitnotering (Week 1 t/m 20): 19-02-2011 t/m 02-07-2011 Hitnotering (Week 21 t/m 23) 16-07-2011 t/m 30-07-2011 Hitnotering (Week 24) 20-08-2011 Hitnotering (Week 25) 03-09-2011 | Hitnotering (Week 1 t/m 20): 19-02-2011 t/m 02-07-2011 Hitnotering (Week 21 t/m 23) 16-07-2011 t/m 30-07-2011 Hitnotering (Week 24) 20-08-2011 Hitnotering (Week 25) 03-09-2011 | Hitnotering (Week 1 t/m 20): 19-02-2011 t/m 02-07-2011 Hitnotering (Week 21 t/m 23) 16-07-2011 t/m 30-07-2011 Hitnotering (Week 24) 20-08-2011 Hitnotering (Week 25) 03-09-2011 | Hitnotering (Week 1 t/m 20): 19-02-2011 t/m 02-07-2011 Hitnotering (Week 21 t/m 23) 16-07-2011 t/m 30-07-2011 Hitnotering (Week 24) 20-08-2011 Hitnotering (Week 25) 03-09-2011 | Hitnotering (Week 1 t/m 20): 19-02-2011 t/m 02-07-2011 Hitnotering (Week 21 t/m 23) 16-07-2011 t/m 30-07-2011 Hitnotering (Week 24) 20-08-2011 Hitnotering (Week 25) 03-09-2011 | Hitnotering (Week 1 t/m 20): 19-02-2011 t/m 02-07-2011 Hitnotering (Week 21 t/m 23) 16-07-2011 t/m 30-07-2011 Hitnotering (Week 24) 20-08-2011 Hitnotering (Week 25) 03-09-2011 |
| Week: | 1 | 2 | 3 | 4 | 5 | 6 | 7 | 8 | 9 | 10 | 11 | 12 | 13 | 14 | 15 |
| --- | --- | --- | --- | --- | --- | --- | --- | --- | --- | --- | --- | --- | --- | --- | --- |
| Positie: | 6 | 12 | 19 | 18 | 24 | 27 | 25 | 19 | 29 | 36 | 53 | 43 | 22 | 22 | 27 |
| Week: | 16 | 17 | 18 | 19 | 20 | | 21 | 22 | 23 | | 24 | | 25 | | |
| Positie: | 53 | 27 | 46 | 19 | 67 | uit | 88 | 93 | 78 | uit | 73 | uit | 93 | uit | |